# Kananejczycy
Kananejczycy (nazwa od akad. kinahhu (purpura), także: Chananejczycy) – starożytny lud zachodniosemicki, przybyły do Palestyny i Libanu (Syropalestyna) z Półwyspu Arabskiego pod koniec III tysiąclecia p.n.e. Według Biblii Kananejczycy pochodzili od Kanaana, syna Chama. Już w III tysiącleciu p.n.e. Kananejczycy wykształcili wysoką kulturę materialną i duchową oraz alfabetyczne pismo klinowe (Ras Szamra (Ugarit), Ebla). Zamieszkiwali ziemie dzisiejszego Izraela, Palestyny, Libanu, Syrii i Jordanii. Stworzyli kulturę, która w ogromnym stopniu wpłynęła nie tylko na Bliski Wschód, ale również odbiła swoje piętno daleko poza jego granicami.
Nazwa Kanaan najprawdopodobniej pochodzi od akadyjskiego słowa kinahhu (purpura), ponieważ barwione przez Kananejczyków na ten kolor tkaniny były jednym z ich głównych towarów eksportowych (to tylko jedna z wielu teorii na ten temat).
Zajmowali się rolnictwem, rzemiosłem i handlem. Ich głównymi bogami byli: El, Baal i Astarte. Stworzyli liczne państwa np. Jamhad ze stolicą w Halab (dzisiejsze Aleppo), Karkemisz, Qatna. Założyli dobrze prosperujące porty: Ugarit, Sydon i Byblos. Kananejczycy, którzy zamieszkali w Palestynie (nadając jej nazwę Kanaan) zostali częściowo podbici przez Izraelitów pod wodzą Jozuego w XIII wieku p.n.e. Resztę ich siedzib podbił król Izraela i Judy – Dawid, w X wieku p.n.e.
Badania DNA wskazują, że potomkami ludu Kanaan są dzisiejsi Libańczycy. Naukowcy w badaniu sekwencjonowali pięć kompletnych genomów z liczących 3300 lat ciał ludzi z miasta Sydon, głównego kananejskiego miasta-państwa na wschodnim wybrzeżu Morza Śródziemnego. Dla porównania sekwencjonowano genomy 99 ludzi z dzisiejszego Libanu, aby skatalogować współczesną różnorodność genetyczną Lewantu.